# Alec Derwent Hope
Alec Derwent Hope  (n. en Cooma, Nueva Gales del Sur el 21 de julio de 1907- fallecido en Canberra el 13 de julio del 2000) fue un escritor y poeta australiano. También firmaba sus obras como A. D. Hope.

## Carrera
Pasó su niñez alternando el tiempo entre su ciudad natal y el ambiente rural de Campbell Town, Tasmania. No asistió al colegio primario, fue educado por sus padres en su hogar.
Realizó sus estudios secundarios en la Bathurst High School, donde algunos de sus poemas fueron publicados en la revista literaria del mismo, llamada The Burr. En esa misma revista publicó traducciones de poemas de Catulo, ya que su padre le había enseñado latín.
Cursó sus estudios en las universidades de Sídney (1924 - 1928) y Oxford (Inglaterra), en donde obtuvo una beca.
Se recibió en la Universidad de Sídney en 1928, con honores, en Inglés y Filosofía. También estudió psicología y japonés.
Entre 1937 y 1944 fue profesor de Educación e Inglés en el Sydney Teachers College. También ejerció la docencia en la universidad de Melbourne (entre 1945 y 1950) y en 1951 toma el puesto de profesor de Inglés en la recién fundada Universidad de Canberra, hasta 1968 cuando abandona la enseñanza. Desde este momento se dedica a escribir poesía.
Desde 1968 es nombrado profesor emérito de la Universidad Nacional de Australia. Perteneció a la Academia Australiana de Humanidades.
En 1972 es nombrado Oficial de la Orden del Imperio Británico y en 1981 Compañero de la Orden de Australia.

## Obra
Su poesía utiliza ritmos y formas tradicionales, y la principal temática es la experiencia humana. Como principales influencias, se puede citar a Alexander Pope, los poetas augustos, Wystan Hugh Auden y William Butler Yeats.
Poesía
- 1955 The Wandering Islands
- 1960 Poems
- 1963 A.D.Hope
- 1966 Collected Poems: 1920-1965
- 1969 New Poems: 1965-1969
- 1970 Dunciad Minor: An Heroik Poem
- 1972 Collected Poems: 1930-1970
- 1973 Selected Poems
- 1975 A Late Picking: Poems 1965-1974
- 1981 A Book of Answers
- 1985 The Age of Reason
- 1986 Selected Poems
- 1991 Orpheus
- 1992 Selected Poems

Obras de teatro
- 1982 The Tragical History of Doctor Faustus (trabajo de corrección)
- 1987 Ladies from the Sea

Ficción
- 1989 The Journey of Hsü Shi

Crítica
- 1956 "The Discursive Mode: Reflections on the Ecology of Poetry"
- 1963 The Structure of Verse and Prose
- 1963 Australian Literature 1950-1962
- 1965 The Cave and the Spring: Essays in Poetry
- 1970 The Literary Influence of Academies
- 1970 A Midsummer Eve's Dream: Variantions on a Theme by William Dunbar
- 1972 Henry Kendall: A Dialogue with the Past
- 1973 Henry Kendall
- 1974 Native Companions: Essays and Comments on Australian Literature 1936-1966
- 1975 Judith Wright
- 1979 The Pack of Autolycus
- 1979 The New Cratylus: Notes on the Craft of Poetry
- 1984 Directions in Australian Poetry

Autobiografía
- 1992 Chance Encounters

## Premios y distinciones
- 1956: Premio de poesía Grace Leven.
- 1965: Premio Britannica en Literatura.
- 1966: Medalla de Oro de la Sociedad Literaria Australiana.
- 1967: Premio Myer a la Poesía Australiana.
- 1969: Premio de la Fundación Ingram Merrill a la Literatura (Nueva York).
- 1969: Premio Levinson de poesía (Chicago).
- 1976: Premio del periódico "The Age" (de Melbourne) distinguiendo a A Late Pickingcomo el "Libro del año".
- 1976: Premio de poesía Robert Frost.
- 1989: Premio Literario de Nueva Gales del Sur (Premio especial).
- 1993: Premio Libro del Año del Territorio de la Capital Australiana, por Chance Encounters.